# Samuel Browne
Samuel Browne († 22. September 1698 in Fort St. George) war ein englischer Mediziner und Arzt der britischen Ostindien-Kompanie im indischen Madras. Seine botanischen Beobachtungen in der Umgebung von Madras wurden durch James Petiver in den Philosophical Transactions veröffentlicht.

## Leben und Wirken

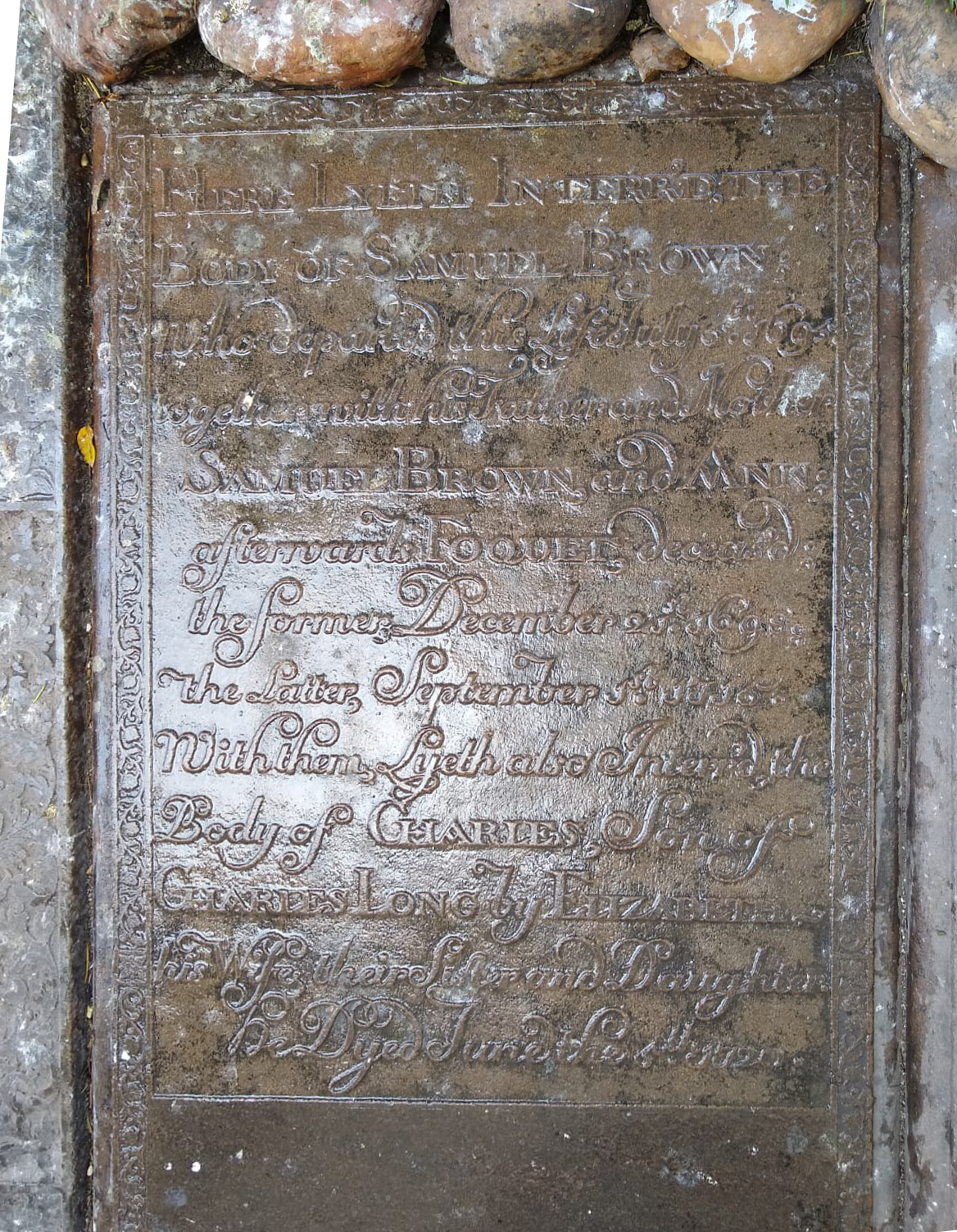
Grabstein aus Madras

Samuel Browne war zunächst Arzt auf dem Schiff Dragon. Am 7. Mai 1688 wurde er als Nachfolger des verstorbenen John Heathfiled (* 6. Oktober 1623; † 2. April 1688) zum Arzt der britischen Ostindien-Kompanie in Madras ernannt. Im Juni 1688 heiratete er Ann Baker. Er vergiftete am 30. August 1693 versehentlich durch eine mit Arsen kontaminierte Arznei das Ratsmitglied James Wheeler. Am 30. November 1697 wurde Browne aus dem Dienst entlassen. Ein ihm am 13. Januar 1698 unterbreitetes Angebot die Stelle als Arzt in Chutanuti anzutreten, lehnt er ab. Mit Wirkung vom 11. August 1698 wurde Browne „Assay Master“ von Madras.
Samuel Browne korrespondierte mit James Petiver, der dessen sieben Books of East India Plants, with Their Names, Vertues, Description in den Philosophical Transactions der Royal Society veröffentlichte. Durch ihn kam Georg Joseph Kamel, dem Browne erstmals 1696 schrieb, ebenfalls in Kontakt mit Petiver. Nach dem Tod von Petiver erwarb Hans Sloane dessen umfangreiche Sammlung und damit Brownes Material. Es ist heute Bestandteil des im Naturhistorischen Museum von London befindlichen Sloane Herbarium.

## Schriften
- An Account of Some Indian Plants, etc. with Their Names, Descriptions and Vertues; Communicated in a Letter from Mr. James Petiver, Apothecary and Fellow of the Royal Society; to Mr. Samuel Brown, Surgeon at Fort St. George. In: Philosophical Transactions. Band 20, Nummer 244, 1698 S. 313–335 (DOI:10.1098/rstl.1698.0068).
- An Account of Part of a Collection of Curious Plants and Drugs, Lately Given to the Royal Society by the East India Company. In: Philosophical Transactions. Band 22, Nummer 264, 1700, S. 579–594 (DOI:10.1098/rstl.1700.0032).
- An Account of Mr Sam. Brown His Second Book of East India Plants, with Their Names, Vertues, Description, etc. By James Petiver, Apothecary, and Fellow of the Royal Society. In: Philosophical Transactions. Band 22, Nummer 267, 1700, S. 699–721 (DOI:10.1098/rstl.1700.0057).
- An Account of Mr Sam. Brown, his Third Book of East India Plants, with Their Names, Vertues, Description, &c. By James Petiver, Apothecary, and Fellow of the Royal Society. To Which are Added Some Animals Sent Him from Those Parts. In: Philosophical Transactions. Band 22, Nummer 271, 1701, S. 843–862 (DOI:10.1098/rstl.1700.0086).
- A Description of Some Shells Found on the Molucca Islands; as Also an Account of Mr Sam. Brown, his Fourth Book of East India Plants, with Their Names, Vertues, etc. By James Petiver, Apothecary and Fellow of the Royal Society. In: Philosophical Transactions. Band 22, Nummer 274, 1701, S. 927–946 (DOI:10.1098/rstl.1700.0099).
- An Account of Mr Sam. Brown his Fifth Book of East India Plants, with Their Names, Vertues, Description, &c by James Petiver, Apothecary and Fellow of the Royal Society. To Which are Added Some Animals Sent Him from Those Parts. In: Philosophical Transactions. Band 22, Nummer 276, 1701, S. 1007–1029 (DOI:10.1098/rstl.1700.0110).
- An Account of Mr. Sam. Brown His Sixth Book of East India Plants, with Their Names, Vertues, Description, etc. By James Petiver, Apothecary, and Fellow of the Royal Society. To These are Added Some Animals, etc. Which the Reverend Father George Joseph Camel, Very Lately Sent Him from the Philippine Isles. In: Philosophical Transactions. Band 23, Nummer 277, 1702, S. 1055–1068 (DOI:10.1098/rstl.1702.0003).
- Mr Sam. Brown His Seventh Book of East India Plants, with an Account of Their Names, Vertues, Description, etc. By James Petiver, Apothecary, and Fellow of the Royal Society. These Plants Were Gathered between the 15th and 20th of June, A. D. 1696. in the Ways between Fort St George and Trippetee, which is about 70 Miles off. In: Philosophical Transactions. Band 23, Nummer 282, 1702, S. 1251–1566 (DOI:10.1098/rstl.1702.0033).